# Undertale
Undertale è un videogioco di ruolo sviluppato tramite GameMaker: Studio dal programmatore indie Toby Fox, che si è occupato di quasi tutti gli aspetti e le meccaniche del gioco, ad eccezione di alcuni contenuti grafici e design di alcuni personaggi.
(Frase che compare nella schermata di game over, prima di ritornare in gioco.)
Il gioco è stato pubblicato il 15 settembre 2015 ed è stato accolto da subito in maniera molto positiva dalla critica, che in molti casi lo ha promosso come un cult dei videogiochi, soprattutto per molti elementi innovativi di gameplay introdotti da Toby Fox, le vicende della trama, la caratterizzazione dei personaggi, e gli originali e inusuali espedienti, come il fatto che durante il gioco venga frequentemente infranta la quarta parete, con i personaggi del gioco che alcune volte si rivolgono al giocatore, e alcuni di essi mostrano di essere a conoscenza delle azioni dello stesso in precedenti slot di salvataggio.

## Modalità di gioco

Un'immagine di gioco: il giocatore tenta di schivare gli attacchi di un boss in una scena di combattimento.

Undertale è un gioco di ruolo con veduta aerea nel quale il giocatore veste i panni di un bambino, con cui deve esplorare un mondo sotterraneo in cerca di una via d'uscita dallo stesso percorrendo le mappe variopinte e tutte diverse tra loro in cui è suddiviso il mondo di gioco, composto da città, lunghi tunnel sotterranei ed edifici. Ad abitare il sottosuolo, sparsi per le mappe, vi sono mostri dalle forme varie e alquanto particolari: incontrandoli, il protagonista può decidere se combatterli o meno.
Durante le battaglie il giocatore muove un cuore rosso, rappresentazione della sua anima umana, all'interno di un'arena di forma quadrata o rettangolare nella parte centrale dello schermo e dovrà sfuggire agli attacchi-proiettili degli avversari che cadranno nell'arena in un sistema di gioco simile ai danmaku (o, in inglese, bullet hell). Con il progredire del gioco i "proiettili" degli avversari diverranno sempre più veloci e difficili da evitare, verranno introdotti nuovi elementi quali ostacoli colorati (a seconda del colore, il giocatore non dovrà muoversi per non subire danno se sono blu, muoversi se sono arancioni  o progredire in una lotta se sono verdi), e contro alcuni mostri speciali lo spazio di movimento dell'arena si ridurrà e i movimenti stessi del cuore/anima del protagonista vengono manipolati (ad esempio quando il colore dell'anima del protagonista diviene blu il cuore subisce la gravità, e viene attirato nella parte bassa dell'arena).
Durante il suo turno, il giocatore si trova di fronte a diverse scelte strategiche: può decidere di attaccare l’avversario (tramite l'opzione FIGHT) uccidendolo e guadagnando in questo modo "gold" ed EXP, oppure tramite l'opzione ACT scegliere un approccio non violento, che tende a scoraggiare l’avversario al combattimento per potergli poi risparmiare la vita (scegliendo l'opzione SPARE) guadagnando solo gold. Risparmiare o meno i mostri incontrati porta al cambiamento di scene, dialoghi e azioni che si possono svolgere durante la partita, nonché del finale verso il quale si viene indirizzati.

## Trama
Tanto tempo fa, esseri umani e mostri vivevano assieme pacificamente. Un giorno però si scatenò una grande guerra tra le due specie che si concluse con la vittoria degli umani. Tra questi ultimi, i loro sette più potenti maghi relegarono i mostri nel Sottosuolo, una caverna sotterranea all'interno del Monte Ebott, formando la Barriera, un muro magico che poteva essere superato dall'interno solo possedendo l'anima di un mostro e quella di un umano, e distrutta solo dal potere di sette anime umane unite.
Molti anni dopo un bambino, scalando il Monte Ebott, cade in una voragine e atterra su un letto di fiori dorati, ritrovandosi nel Sottosuolo, dove incontra un fiore parlante che si presenta come Flowey: questi dapprima si pone in modo amichevole e come guida del mondo per il protagonista, ma subito dopo rivela le sue cattive intenzioni e lo riduce in fin di vita, affermando che la natura di quel luogo è spietata e che in quel mondo "si tratta di uccidere o essere uccisi". Prima che possa dargli il colpo di grazia, il fiore viene però neutralizzato e allontanato da Toriel, una capra antropomorfa che si presenta come custode delle Rovine, che soccorre e si prende cura di coloro che cadono lì. Dopo aver guidato il protagonista nelle Rovine, Toriel lo accoglie in casa sua dicendogli che avrebbero passato lì l'intera vita assieme. Quando però il protagonista le chiede un modo per tornare a casa, Toriel dichiara che distruggerà l'uscita dalle Rovine, da cui altri umani se ne erano andati cercando una via d'uscita dal Sottosuolo, per poi essere uccisi da Asgore, il re dei mostri. Nel tentativo di fermare il protagonista, Toriel decide di combatterlo: se si sceglie di risparmiarla, questa capisce che non può tenerlo imprigionato per sempre e lo lascia andare.
Uscito dalle rovine, il protagonista si avventura nel Sottosuolo, incontrando ed affrontando svariati mostri, tra i quali i fratelli scheletri Sans e Papyrus, quest'ultimo autoproclamatosi cacciatore di umani, il capitano delle guardie reali Undyne, la scienziata reale Alphys e il suo robot Mettaton, star televisiva del Sottosuolo. In base alle scelte che si faranno si potrà incorrere in tre principali finali.

### Finali
La condotta assunta dal giocatore nei confronti dei mostri ha dei risvolti significativi sulla trama e viene determinata dalla quantità totale di EXP (acronimo di EXecution Points, che quantificano il dolore inflitto dal protagonista ai mostri) e di LV (abbreviazione di LOVE, che a sua volta è un acronimo di Level Of ViolencE, ovvero la sua capacità di infliggere dolore agli altri). In particolare, le azioni del giocatore determinano il finale cui si va incontro tra i tre disponibili:

#### Finale neutrale
Finale ottenibile risparmiando almeno un mostro. Giunti alla capitale, si scopre che in passato un umano cadde nel sottosuolo, venendo adottato da Asgore e Toriel e facendo amicizia con il loro figlio, Asriel. L'umano però si ammalò e morì, ma espresse come ultimo desiderio di poter vedere nuovamente i fiori gialli che crescevano nel suo paese: Asriel assorbì quindi l'anima dell'umano e uscì in superficie, ma gli altri uomini, al vedere il piccolo mostro con il corpo del bambino, lo attaccarono pensando che fosse stato lui a ucciderlo. Tornato nel sottosuolo, Asriel morì sul tappeto di fiori presente nel palazzo. Asgore, preso dalla furia e dalla disperazione, proclamò che tutti gli umani che sarebbero caduti nel suo regno dovevano essere uccisi per ottenere le loro anime e distruggere la barriera e Toriel, disgustata, fuggì nelle Rovine. Il protagonista si scontra quindi con Asgore, ormai da anni pentito della sua scelta: dopo averlo sconfitto, il re, a meno che il giocatore non scelga di eliminarlo, viene ucciso da Flowey, che nel frattempo ha assorbito le sei anime umane già in possesso del re, trasformandosi in una creatura simile a un misto fra una pianta carnivora e un piccolo desktop diventando pressoché onnipotente. Dopo una dura battaglia, però, le anime si ribellano, permettendo al protagonista di sconfiggerlo; in seguito allo scontro, il giocatore può scegliere di risparmiare o uccidere Flowey, ma in entrambi i casi potrà uscire dal Sottosuolo. La partita si conclude così con Sans che chiama l'umano e lo informa su come stiano andando le cose nel Sottosuolo: il dialogo finale cambia a seconda dei mostri eliminati durante il gioco.

#### Finale pacifista
Ottenibile se non si ha eliminato nessun mostro, compreso Flowey nel finale neutrale: finito il gioco, Flowey permette al giocatore di tornare al salvataggio precedente la battaglia con Asgore. Dopo aver svolto alcune missioni, si scopre dell'esistenza di un laboratorio segreto sotto quello di Alphys, appartenuto al precedente scienziato, W. D. Gaster: qui si viene a sapere che l'anima umana perdura dopo la morte perché contenente la determinazione, al contrario di quella dei mostri. Su richiesta del re, Alphys eseguì degli esperimenti sui mostri per provare a replicare gli effetti della determinazione attraverso un'anima artificiale, ma le cavie si sciolsero e si fusero tra loro dando vita a degli amalgami informi e la scienziata li rinchiuse nel vecchio laboratorio per paura di ammettere i propri errori. Si scopre anche che, a seguito degli esperimenti, è stato creato Flowey, iniettando determinazione in uno dei fiori su cui era morto Asriel che contenevano ancora l'essenza della sua anima. Giunto nuovamente da Asgore, al protagonista viene impedito di scontrarsi con il re dai suoi amici mostri: sul luogo compare infine Flowey, che dopo aver ottenuto le sei anime umane cattura tutti i presenti, assorbe le loro anime, riacquista così la sua forma originale e si rivela essere Asriel. Nello scontro il principe si trasforma addirittura in un demone, ma il protagonista riesce a liberare le anime degli altri mostri e a far capire ad Asriel i suoi errori. Asriel, tornato bambino, ammette di aver confuso il protagonista con il primo umano: il bambino gli rivela di chiamarsi Frisk e Asriel distrugge la Barriera con il potere ancora in suo possesso, per poi sparire trasformandosi nuovamente in un fiore. Frisk si risveglia circondato dai suoi amici, e insieme escono in superficie ad ammirare il tramonto. Al protagonista viene poi chiesto se vuole restare per sempre con i mostri o se vuole andare per la sua strada: nel primo caso il finale mostra il bambino addormentato e Toriel che gli porta una fetta di torta nella camera, mentre nel secondo caso viene mostrata una foto di Frisk con tutti i mostri.

#### Finale genocida
Si può ottenere solo se durante il gioco si uccidono tutti i mostri in ogni area, boss compresi. Nel corso del gioco, alcuni scontri con i boss sono differenti, e si incontrano sempre meno mostri nelle varie aree, poiché questi tendono a scappare dal protagonista. Giunti nella capitale, Flowey rivela al protagonista la sua storia: dopo essersi risvegliato come fiore, egli provò a convivere con il padre e con la madre, ma l'incapacità di provar emozioni lo spinse a togliersi la vita. Questo gesto risvegliò però in lui la determinazione, che gli permise di tornare in vita e gli donò la capacità di riavvolgere il tempo. Inizialmente usò questo potere per fare del bene, ma presto si stancò e iniziò a infliggere sofferenze agli altri per puro divertimento. Dopo aver chiesto al protagonista di unirsi a lui per seminare il terrore nel mondo Flowey, resosi conto che l'umano ucciderebbe anche lui, fugge. Giunto al palazzo, il protagonista ingaggia un arduo scontro contro Sans e, dopo averlo eliminato, raggiunge il re. L'umano pugnala Asgore e Flowey lo finisce, in segno di fedeltà verso l'umano e tentando di saziare la sua sete di sangue, ma questi, invece, lo distrugge senza pietà. Appare quindi il primo umano, Chara, che era stato riportato in vita a causa della determinazione del protagonista, rivelando che il giocatore lo ha spinto ad ottenere sempre più potere; Chara gli chiede infine se vuole distruggere quel mondo, ma, indipendentemente dalla risposta data, il primo umano attacca il protagonista e fa crashare il gioco. Riavviatolo, Chara offre la possibilità di ricominciare il gioco "in cambio dell'anima del giocatore": se si accetta i file di gioco saranno corrotti e non sarà più possibile ottenere il finale pacifista in maniera regolare. Finendo il gioco in genocida e rigiocandolo poi in pacifista, infatti, durante la scena conclusiva viene presentato un finale leggermente diverso: nella scena ottenuta restando con Toriel, il volto del bambino diventa quello del primo umano; nella scena ottenuta decidendo di tornare in superficie, invece, si vedrà che nella foto finale tutti i mostri hanno delle X rosse sopra e il bambino viene sostituito dal primo umano.

## Colonna sonora
La colonna sonora di Undertale è costituita da 101 tracce composte dallo stesso Toby Fox. È stata pubblicata il 15 settembre 2015 su Bandcamp, Steam, iTunes, il sito ufficiale del gioco e gratuitamente su Spotify.

## Sviluppo
Lo sviluppatore di Undertale, Toby Fox, ha impiegato quasi 3 anni per completare il gioco. Lo sviluppo di Undertale è stato finanziato con una campagna di crowdfunding lanciata nel 2013 sul sito Kickstarter, grazie al quale Fox ha ottenuto ben 51,124 dollari per il compimento dell'opera. Per la creazione di Undertale, successivamente, Fox ha fatto ricorso ad un software denominato GameMaker: Studio, idoneo per lo sviluppo di un gioco di ruolo con un design differente da quello tradizionale, ritenuto da Fox "noioso da giocare".
Fox creò Undertale completamente da solo (fatta eccezione per alcuni design dei personaggi, realizzati da Temmie Chang), con un'esperienza minima nello sviluppo di videogiochi (dovuta al frequente utilizzo di RPG Maker 2000 con i fratelli e alla produzione di alcune ROM di EarthBound).

### Influenze
Undertale è fortemente citazionista, in quanto fonde influenze esercitate da diversi tipi di giochi per proporre dinamiche totalmente nuove. La parte difensiva della battaglia è stata ispirata dalla serie di Mario & Luigi, mentre le modalità d'attacco dei nemici, a guisa di proiettile, è esplicitamente desunta dalla serie Touhou. Durante lo sviluppo del sistema di battaglia, Fox intendeva dare vita ad una meccanica che avrebbe apprezzato egli stesso; in tal senso, voleva che Undertale avesse un sistema di combattimenti coinvolgente come quello di Super Mario RPG: Legend of the Seven Stars (1996) e Mario & Luigi: Superstar Saga (2003). Per quanto concerne la difficoltà di gioco, Fox assicurò che era semplice e gradevole; per accertarsi di ciò, fece addirittura collaudare il gioco ad alcuni amici non pratici al sistema di attacchi-proiettili, appurando poi che erano in grado di padroneggiarlo.
I dialoghi del gioco sono stati ispirati da Shin Megami Tensei (1992), specialmente nella dinamica per mezzo della quale i giocatori possono parlare ai mostri per evitare il conflitto: "voglio creare un sistema che avrebbe soddisfatto il mio desiderio di comunicare coi mostri", avrebbe poi detto Fox. L'idea di completare il gioco negoziando e risparmiando tutti gli aggressori "si evolse naturalmente [nel corso dello sviluppo del gioco]"; ciò malgrado, Fox non pensò mai di rimuovere totalmente la possibilità di combattere con i nemici. Come spiegato dallo stesso Fox, si tratta del "nodo cruciale di uno dei maggiori temi del gioco", in quanto richiede che i giocatori scelgano di per sé se condurre la partita all'insegna del genocidio, o con intenti completamente pacifisti (in riferimento ai finali spiegati poc'anzi).
Analogamente, Undertale è figlio della cultura internet del XXI secolo e di serie televisive quali Mr. Bean (1990–1995), dalle quali attinge i dialoghi bizzarri e la peculiarità spesso bislacca di ogni singolo personaggio.

## Pubblicazione
Il gioco venne pubblicato il 15 settembre 2015 per Microsoft Windows e OS X; Fox era interessato a rilasciare Undertale anche su altre piattaforme, quali la Nintendo, ma ciò non fu possibile senza riprogrammare totalmente il gioco. Una patch venne pubblicata nel gennaio 2016, così da correggere alcuni errori nella scrittura del codice sorgente e per enfatizzare alcuni colori.
In seguito alla fama raggiunta, Undertale iniziò a disporre di un cospicuo merchandise che comprende figurine e pupazzi basati sui personaggi del gioco. Il gioco dispone anche di una colonna sonora creata dallo stesso Fox, distribuita nel 2015 in concomitanza con la pubblicazione del gioco. Il 17 luglio 2016, invece, è stata pubblicata la versione del gioco per Linux.
Il 13 giugno 2017 sono state annunciate all'E3 le versioni Playstation 4 e Playstation Vita del gioco assieme alla localizzazione giapponese. Inoltre, il 18 settembre 2018 viene pubblicata sul Nintendo eShop la versione per Nintendo Switch.
Il 16 marzo 2021 è stato pubblicato per Xbox One e Xbox Series X.

## Accoglienza
| Testata                        | Versione | Giudizio |
| ------------------------------ | -------- | -------- |
| Metacritic (media al 4-5-2025) | PC       | 92/100   |
| Metacritic (media al 4-5-2025) | PS4      | 92/100   |
| Metacritic (media al 4-5-2025) | NS       | 93/100   |
| Destructoid                    | -        | 10/10    |
| Game Informer                  | -        | 9.5/10   |
| GameSpot                       | -        | 9/10     |
| Giant Bomb                     | -        | 5/5      |
| IGN                            | -        | 10/10    |
| PC Gamer (US)                  | -        | 91/100   |
| USgamer                        | -        | 5/5      |

Undertale ha ricevuto innumerevoli elogi da parte della critica, al punto da assurgere già nel breve periodo dalla pubblicazione a cult videoludico. Metacritic, il sito di raccolta di recensioni, ha calcolato un punteggio medio di 92 su 100, su un totale di 43 recensioni, in cui si premiavano in particolare i dialoghi, l'unicità dei personaggi ed il sistema di combattimento ed è quindi stato incluso tra i 25 titoli con punteggio più alto di tutti i tempi. Secondo GameSpot, Undertale è «uno dei GDR più innovativi e progressisti», mentre Kallie Plagge di IGN lo ha definito «un'esperienza fenomenale».
Sempre IGN l'ha successivamente inserito tra i 100 migliori giochi di tutti i tempi, alla ventesima posizione ed è uno dei pochi giochi ad essere stato recensito con una valutazione 10/10.
A essere lodati specialmente sono stati l'unicità di ogni nemico, la complessità del sistema di combattimenti, definita «insolita, ingegnosa e talvolta molto difficile», la possibilità di arrivare alla fine del gioco senza uccidere alcun nemico e la qualità del tessuto narrativo, giudicato sempre «eccellente» da un recensore di IGN.

### Premi e candidature
| Premio                                 | Categoria                                                  | Esito           | Note          |
| -------------------------------------- | ---------------------------------------------------------- | --------------- | ------------- |
| 12th British Academy Games Awards      | Storia                                                     | Candidato/a     | [ 34 ] [ 35 ] |
| 19th Annual D.I.C.E. Awards            | Miglior direzione                                          | Candidato/a     | [ 36 ]        |
| 19th Annual D.I.C.E. Awards            | DICE Sprite Award                                          | Candidato/a     | [ 36 ]        |
| 19th Annual D.I.C.E. Awards            | Gioco dell'anno di ruolo/Massive Multiplayer               | Candidato/a     | [ 36 ]        |
| Dragon Awards                          | Miglior fiction scientifica o Gioco fantasy per PC/Console | Candidato/a     | [ 37 ]        |
| Global Game Awards                     | Miglior Indie                                              | Finalista       | [ 38 ]        |
| The Game Awards                        | Miglior Gioco Indipendente                                 | Candidato/a     | [ 39 ]        |
| The Game Awards                        | Giochi per il cambiamento                                  | Candidato/a     | [ 39 ]        |
| The Game Awards                        | Miglior gioco di ruolo                                     | Candidato/a     | [ 39 ]        |
| 2016 Game Developers Choice Awards     | Premio Innovazione                                         | Candidato/a     | [ 40 ]        |
| 2016 Game Developers Choice Awards     | Miglior debutto                                            | Candidato/a     | [ 40 ]        |
| 2016 Game Developers Choice Awards     | Miglior Narrativa                                          | Candidato/a     | [ 40 ]        |
| 2016 Independent Games Festival Awards | Seumas McNally Grand Prize                                 | Candidato/a     | [ 41 ]        |
| 2016 Independent Games Festival Awards | Eccellenza nell'Audio                                      | Candidato/a     | [ 41 ]        |
| 2016 Independent Games Festival Awards | Eccellenza nella Narrativa                                 | Candidato/a     | [ 41 ]        |
| 2016 Independent Games Festival Awards | Premio Audience                                            | Vincitore/trice | [ 42 ]        |
| 2016 SXSW Gaming Awards                | Gioco dell'anno                                            | Candidato/a     | [ 43 ]        |
| 2016 SXSW Gaming Awards                | Eccellenza nel Gameplay                                    | Candidato/a     | [ 43 ]        |
| 2016 SXSW Gaming Awards                | Nuova proprietà intellettuale più promettente              | Candidato/a     | [ 43 ]        |
| 2016 SXSW Gaming Awards                | Gioco finanziato dal crowdfunding più soddisfacente        | Vincitore/trice | [ 44 ]        |
| 2016 SXSW Gaming Awards                | Matthew Crump Cultural Innovation Award                    | Vincitore/trice | [ 44 ]        |
| NAVGTR Awards                          | Game, Original Role Playing                                | Vincitore/trice | [ 45 ]        |
| NAVGTR Awards                          | Game Design, Nuova IP                                      | Candidato/a     | [ 45 ]        |

## Seguito
Nel 2018 esce il primo capitolo di Deltarune, videogioco appartenente alla serie di Undertale creato di nuovo dal solo Toby Fox, con pochi aiuti. Nonostante sia un gioco della stessa serie, Toby Fox ha specificato di come si tratti di un universo alternativo ad Undertale, spiegando dunque l'assenza di personaggi come Frisk e Flowey, il diverso ruolo di personaggi come Undyne e Papyrus e il periodo temporale della storia.

## Impatto culturale
La dicotomia fra le due vie, quella genocida e quella pacifista, è il tema conduttore del tour RE_PRAY, ideato, prodotto e interpretato dal due volte campione olimpico di pattinaggio Yuzuru Hanyū. Lo show, che "incorpora l'etica e i valori dei videogiochi", si interroga sulla vita, sui desideri e sulla speranza attraverso il contrasto fra i giochi che possono essere ripetuti un'infinità di volte e la vita che viene vissuta un'unica volta. Uno dei brani intorno a cui ruota lo show è Megalovania, che Hanyū ha reinterpretato in parte in versione 8 bit e in parte sul ghiaccio, prestando attenzione anche a dettagli come il silenzio in cui si svolge l'inizio dello scontro con Sans. Lo show è stato elogiato dallo stesso Toby Fox.